# Sân vận động 24 tháng 2 năm 1956
Sân vận động 24 tháng 2 năm 1956 (tiếng Ả Rập: ملعب 24 فبراير 1956) là một sân vận động đa năng ở Sidi Bel Abbes, Algérie. Hiện tại nó được dùng để tổ chức các trận đấu bóng đá và là sân nhà của USM Bel-Abbès.  Sân vận động có sức chứa 24.000 khán giả.

## Lịch sử
Sân vận động mở cửa ngày 19 tháng 6 năm 1981 và tổ chức trận chung kết Cúp bóng đá Algérie 1980-81 giữa ASC Oran và USK Alger. Nó thay thế sân vận động lịch sử của thành phố Sidi Bel Abbès, "The Three Amarouch Brothers Stadium" (Stade des Trois Frères Amarouch).

## Trận đấu

### Cúp bóng đá Algérie 1980-81
| Ngày                | Thời gian (CET) | Đội #1    | Kết quả | Đội #2   | Vòng đấu  | Khán giả |
| ------------------- | --------------- | --------- | ------- | -------- | --------- | -------- |
| 19 tháng 6 năm 1981 | -:-             | USK Alger | 2–1     | ASC Oran | Chung kết |          |

### Giao hữu quốc tế 1986
| Ngày                | Thời gian (CET) | Đội #1  | Kết quả | Đội #2        | Vòng đấu     | Khán giả |
| ------------------- | --------------- | ------- | ------- | ------------- | ------------ | -------- |
| 22 tháng 1 năm 1986 | -:-             | Algérie | 0–0     | PSV Eindhoven | Một trận đấu |          |